# Lista di college e università in Vermont
La seguente è una lista di college e università in Vermont. Nello stato del Vermont sono presenti in totale 17 istituzioni universitarie. Le più antiche dello stato Vermont sono il Middlebury College (1802), la Castleton University e la University of Vermont. Invece, l'istituzione più recente è il Landmark College.

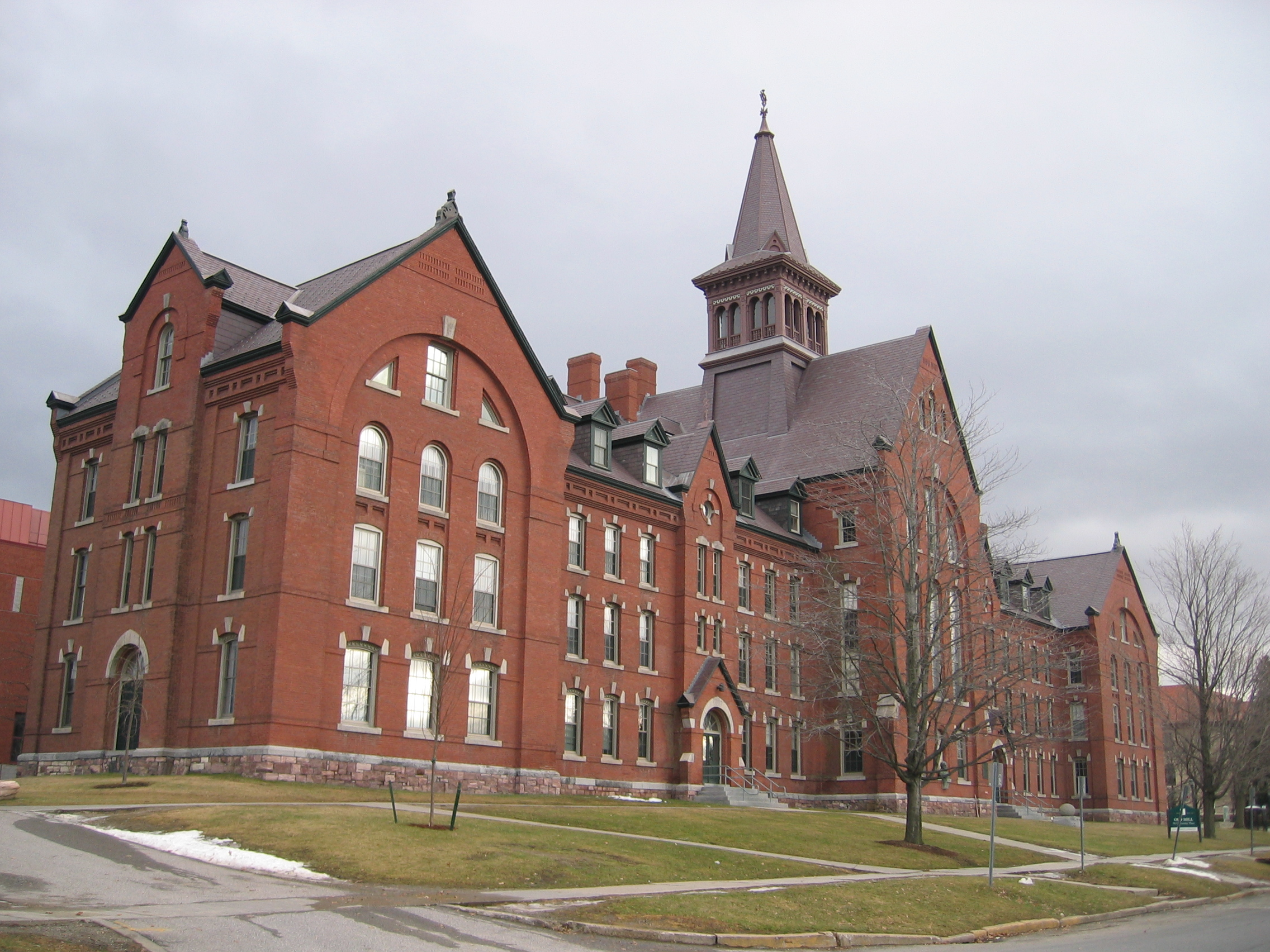
University of Vermont

## College e università
| Scuole                         | Sede(i)           | Tipo                 | Carnegie Classification           | N. immatricolati (2016) | Fondazione |
| ------------------------------ | ----------------- | -------------------- | --------------------------------- | ----------------------- | ---------- |
| Bennington College             | Bennington        | Privato              | Baccalaureate college             | 805                     | 1932       |
| Castleton University           | Castleton         | Pubblica             | Baccalaureate college             | 2 342                   | 1787       |
| Champlain College              | Burlington        | Privata              | Baccalaureate college             | 4 778                   | 1878       |
| Community College of Vermont   | 12 sedi           | Pubblico             | Associate's college               | 5 863                   | 1970       |
| Goddard College                | Plainfield        | Privato              | Master's university               | 505                     | 1938       |
| Landmark College               | Putney            | Privato              | Baccalaureate/associate's college | 468                     | 1984       |
| Middlebury College             | Middlebury        | Privato              | Baccalaureate college             | 2 549                   | 1800       |
| New England Culinary Institute | Montpelier        | Privato (for-profit) | scuola gastronomica               | 300                     | 1980       |
| Northern Vermont University    | Johnson e Lyndon  | Pubblica             | Baccalaureate college             | 2 700 (stima)           | 2018       |
| Norwich University             | Northfield        | Privata              | Master's university               | 4 219                   | 1819       |
| Saint Michael's College        | Colchester        | Privata (Cattolico)  | Baccalaureate college             | 2 226                   | 1904       |
| SIT Graduate Institute         | Brattleboro       | Privato              | Master's university               | 294                     | 1965       |
| Sterling College               | Craftsbury Common | Privato              | Baccalaureate college             | 146                     | 1958       |
| University of Vermont          | Burlington        | Pubblica             | Research university               | 13 105                  | 1791       |
| Vermont College of Fine Arts   | Montpelier        | Privato              | scuola d'arte                     | 396                     | 1831       |
| Vermont Law School             | South Royalton    | Privata              | Law school                        | 581                     | 1972       |
| Vermont Technical College      | Randolph Center   | Pubblico             | Baccalaureate/associate's college | 1 645                   | 1866       |

## Istituzioni al di fuori dello Stato
Le istituzioni che offrono corsi di studio in Vermont sono numerose, tra cui: 
- L'Albany College of Pharmacy and Health Sciences offre un Doctor of Pharmacy a Colchester. Chiuderà nel giugno 2021.
- La Southern New Hampshire University offre corsi di studio graduate a Colchester.
- La Springfield College School of Human Services offre un corso di studio a St. Johnsbury.